# 聖伯多祿聖保祿主教座堂 (卡緬涅茨-波多利斯基)

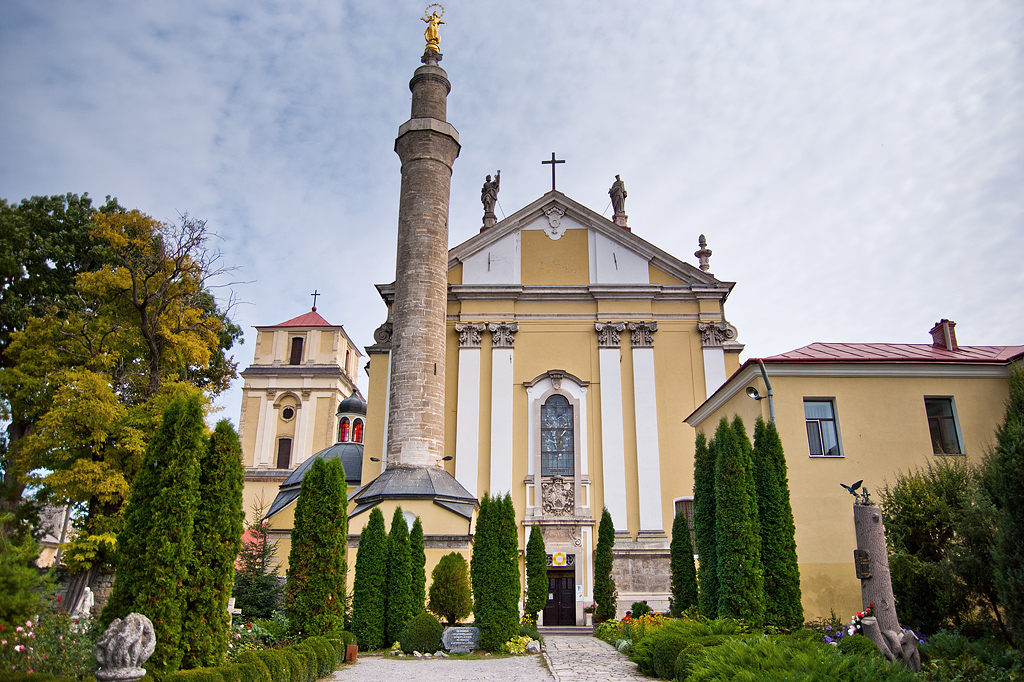
聖伯多祿聖保祿主教座堂

聖伯多祿聖保祿主教座堂 是烏克蘭城市卡緬涅茨-波多利斯基的一座羅馬天主教的主教座堂。教堂外觀為文藝復興式建築。該教堂是天主教卡緬涅茨-波多利斯基教區的主教座堂。